# Commission pour la croissance, les mutations structurelles et l'emploi
 (janvier 2019).
La Commission pour la croissance, les mutations structurelles et l'emploi (souvent appelée Commission du charbon en Allemagne) a été créée par le gouvernement fédéral allemand le 6 juin 2018, conformément aux engagements pris lors de l'accord de coalition conclu entre l'Union démocrate chrétienne (CDU/CSU) et le Parti social-démocrate (SPD) en février 2018. La Commission devra transmettre son rapport final au gouvernement fédéral le 1er février 2019.
Les mesures qu'elle recommande en matière de développement social et structurel et de financement des régions qui extraient le lignite devaient été soumises à la fin du mois d'octobre 2018. Parmi ces mesures, et dans le cadre d'une politique d'atténuation du changement climatique, la commission doit proposer un plan de sortie des combustibles fossiles, avec une date cible de sortie et des mesures pour atteindre l'objectif de réduction d'émissions de gaz à effet de serre auquel l'Allemagne s'est engagée pour 2020,.